# Девилс-Уотер
Девилс-Уотер (англ. Devil's Water, дословно — «Дьявольская вода») — река в Нортамберленде, Англия. Приток реки Тайн, впадает в эту реку с юга, недалеко от деревни Дилстон, примерно в 1 миле (1,6 км) к юго-западу от Корбриджа. Река формируется из вод нескольких небольших озёр между Эмбли и Хакфордом, примерно в 5 милях (8 км) к югу от Хексема.
Длина реки — 26,3 км.
К её притокам относятся Роули-Берн и Вест-Диптон-Берн.
Девилс-Уотер представляет исторический интерес, близ неё произошла Битва при Хексеме, часть Войны Алой и Белой розы.

## Этимология
Название «Девилс-Уотер» может иметь общую этимологию с различными реками под названием Дуглас в Северной Англии и Шотландии, такими как Дуглас-Уотер и река Дуглас. Название происходит от бриттских элементов dūβ-, что означает «чёрный», и *glẹ:ss, «ручей, речушка, водоток» (валл. du-glais).